# Cizoložství

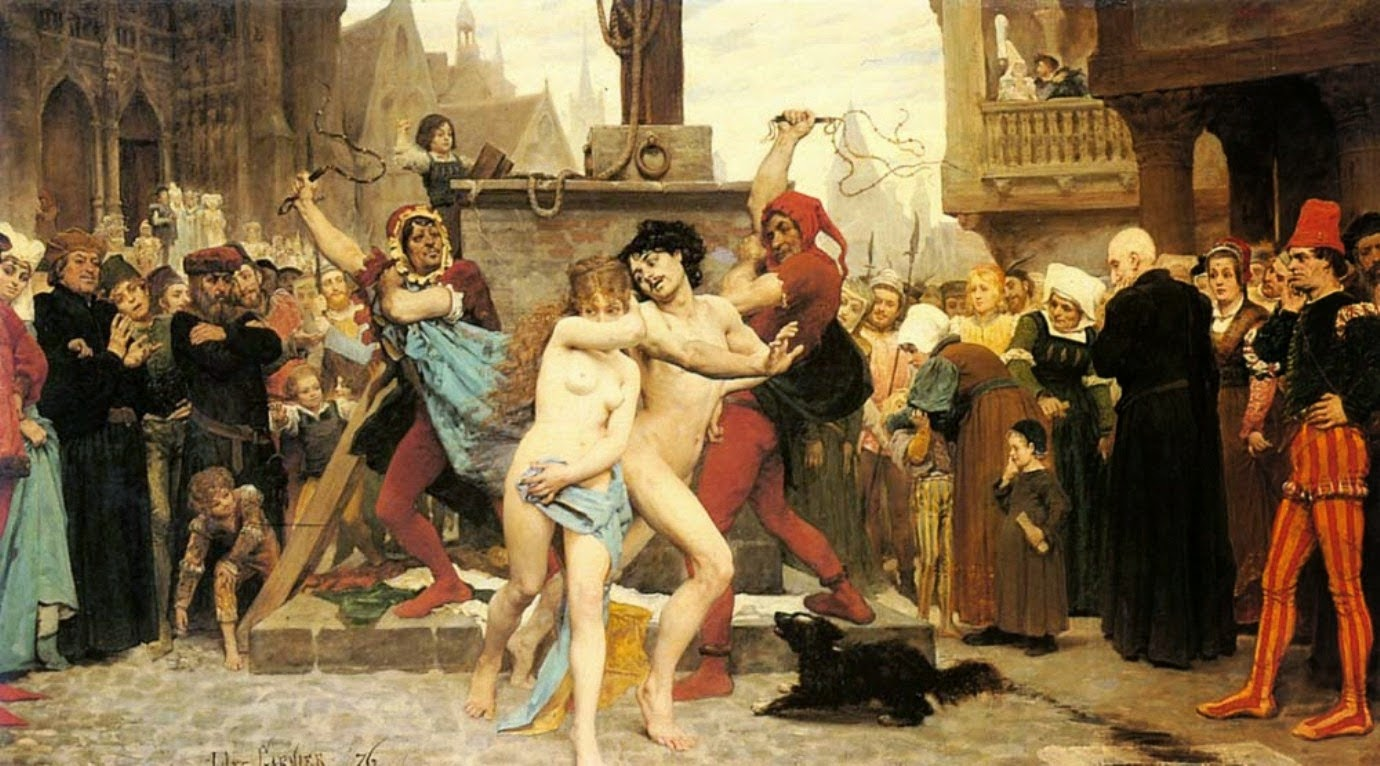
Jules Arsene Garnier: Utrpení cizoložníků

Cizoložství je obecně definováno jako mimomanželský pohlavní styk manžela nebo manželky, čili manželská nevěra. Cizoložníkem je podvádějící z manželů i jeho svůdník.
V některých státech je cizoložství trestným činem s trestem odnětí svobody, v extrému až s trestem smrti. V některých těchto zemích je za tento trestný čin považován i pohlavní styk nedobrovolný, což je terčem kritiky.
Otevřená manželství jsou ta, kde je cizoložství oběma stranami tolerováno. Dobrovolný pohlavní styk mimo vzájemné manželství se nazývá smilstvo.

## Právní pojetí
V některých oblastech je cizoložství nezákonné a v některých zemích jsou tresty za cizoložství nerovné. Ženy jsou někdy například trestány více než muži, za cizoložství je považováno i znásilnění. [zdroj?]

### V historii
Ve starém Římě bylo trestné pouze cizoložství ženy (adulterium), protože byla porušena moc manžela jako pána rodiny a rodina byla ohrožena nebezpečím uvedení cizoložných dětí. [zdroj?] Cizoložství muže (stuprum) bylo beztrestné.  Manžel měl ve starších dobách v případě přistižení při činu právo beztrestně zabít svůdníka své ženy, otec ženy mohl beztrestně při přistižení zabít pouze oba najednou. [zdroj?] V pozdější době (lex Julia de adulteriis coercendis, rok 18 př. n. l.) byl domácí soud nahrazen soudem veřejným a trestem byly buď tresty majetkové nebo vyhoštění na pustý ostrov (relegatio). Svůdník manželky byl za Konstantina trestán smrtí mečem, manželka za Justiniána uvržena doživotně do kláštera, odkud si ji měl manžel právo po dvou letech vyžádat. [zdroj?]
Stejně tak i starší německé právo chránilo jen manžela a až křesťanství zavázalo oba manžele ke stejné věrnosti. [zdroj?] V tomto duchu upravily i křesťanské státy svoje zákoníky. Například rakouský zákon z roku 1852 trestal oba cizoložníky za spáchání přestupku odnětím svobody na 1 až 6 měsíců a žena měla dostat horší trest, pakliže je v důsledku spáchaného činu pochybnost o manželském zrození dítěte. [zdroj?] Šlo o soukromý delikt, jehož stíhání bylo vyhrazeno uražené straně, která mohla podat žalobu proti jednomu nebo oběma cizoložníkům. [zdroj?]
U Aztéků bylo cizoložství vnímáno jako narušení kosmického řádu a tvrdě trestáno. Muži byli ukamenováni k smrti, ženy uškrceny. Mohlo však dojít ke zmírnění trestu za pomoci darů či se souhlasem manžela provinilé.

## Náboženské pojetí
Podle křesťanské Bible jsou hříchem vinni oba účastníci.  V případě, že jsou manželé rozvedeni z jiného důvodu než z důvodu smilstva (někdy rozlišováno jako rozluka), stále je považován mimomanželský styk muže i ženy jako cizoložství (viz Mk 10,2–9; Mt 19,3–8; Lk 16,18). [zdroj?] Za cizoložství se nepovažuje znovuvstoupení do manželství a oddání se novému partneru, pokud předchozí partner zemřel (viz Římanům 7,2-3) nebo u některých církví v případě, že se jeden z manželů dopustil nevěry; pak má druhý z manželů právo se rozvést, a je tím následně takzvaně volný pro manželství. [zdroj?]
Při uvěření v Ježíše Krista a jeho přijetí za Pána a spasitele, které se dovršuje přijetím křtu a obnovuje ve svátosti pokání (zpověď), jsou všechny dřívější hříchy člověku odpuštěny (včetně cizoložství) – zde záleží na interpretaci tou kterou církví, dále záleží na formulaci odpustitelnosti a neodpustitelnosti hříchu – opět záleží na interpretaci tou kterou církví. [zdroj?]
Ve znění Desatera schváleném papežem je problematika odkazována hned dvakrát: "Nepožádáš manželky bližního svého" a "Nesesmilníš". Druhý výrok je v přísné interpretaci vykládán i jako zákaz styku před manželstvím. Původně šlo však spíše o teologickou věc, kdy by zamilovaný mohl být snadno partnerem přesvědčen ke konverzi a proto tím byly hlavně myšleny styky s někým jiné víry.[zdroj?] Po uzavření manželství je pochopitelně konverze mnohem obtížnější.
V Islámu je cizoložství jedním z nějvětších hříchů  Podobný čin lze odčinit pouze trvalým hlubokým upřímným pokáním a trvalými upřímnými modlitbami k Alláhovi, trvalým důsledným vytěsněním byť jen myšlenek na podobné jednání v budoucnu, trvalým vykonáváním dobrých skutků a maximální trvalou snahou o potěšení zrazeného z manželů. [zdroj?]